# Janez Kramar
Janez Kramar, slovenski zgodovinar in muzealec * 6. maj, 1911, Ljubljana, † 12. april 2002, Sežana.

## Življenjepis
Kramar je leta 1940 diplomiral na ljubljanski filozofski fakulteti. Maja 1942 je odšel v partizane, po demobilizaciji 1948 se je zaposlil v Muzeju narodne osvoboditve v Ljubljani. Od leta 1956 do 1974 je bil ravnatelj Pokrajinskega muzeja v Kopru. Raziskoval je zgodovino NOB na Primorskem in starejšo zgodovino slovenske Istre. Za svoje delo pri oblikovanju kulturne podebe slovenske Istre je prejel Kocijančičevo nagrado.